# Кей-кар

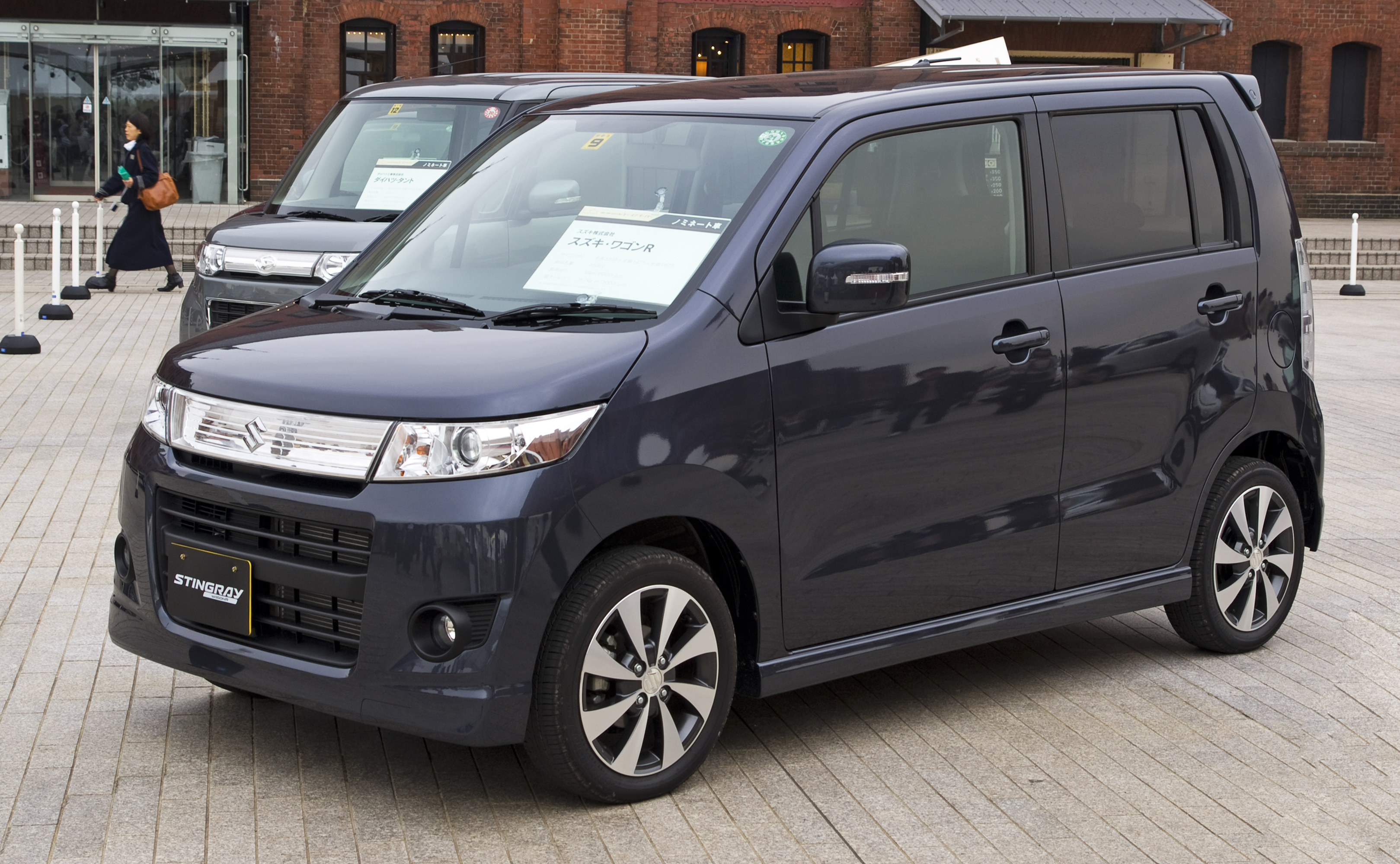
Suzuki Wagon R, найпродаваніший kei car в Японії з 2003 року

Kei cars, K-cars, або keijidōsha (軽 自动 车, літ. «Компактний автомобіль»; вимова |keːdʑidoːɕa|) — японська категорія малих транспортних засобів, у тому числі легкових автомобілів, фургонів та пікапів.

## Галерея

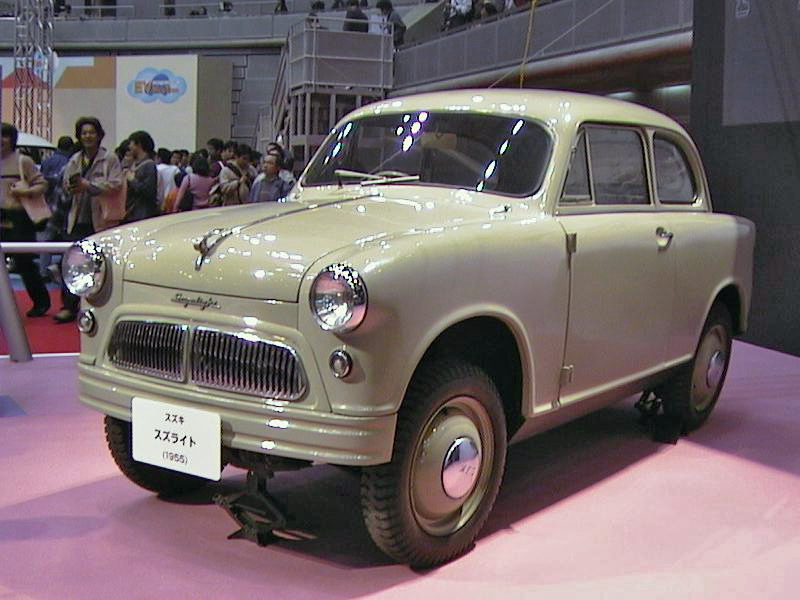
Suzuki Suzulight (1955)
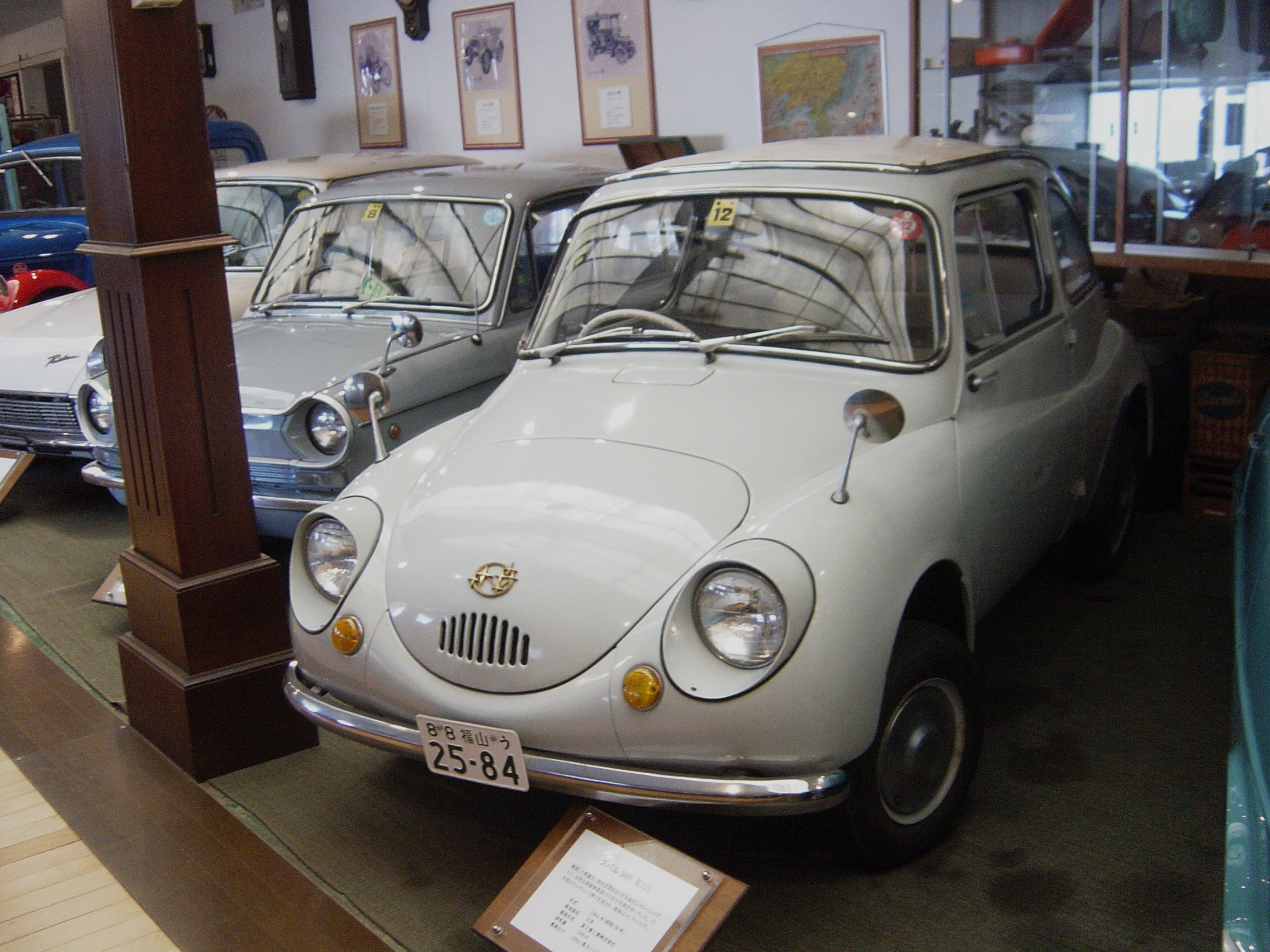
Subaru 360 (1958)
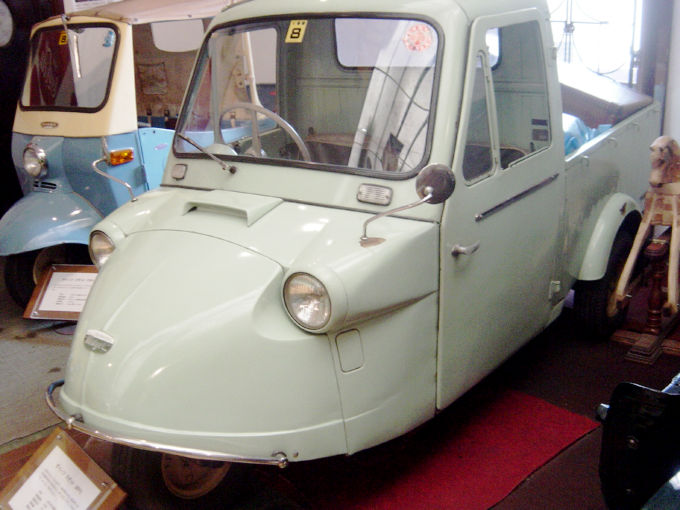
Daihatsu Midget MP (1959)
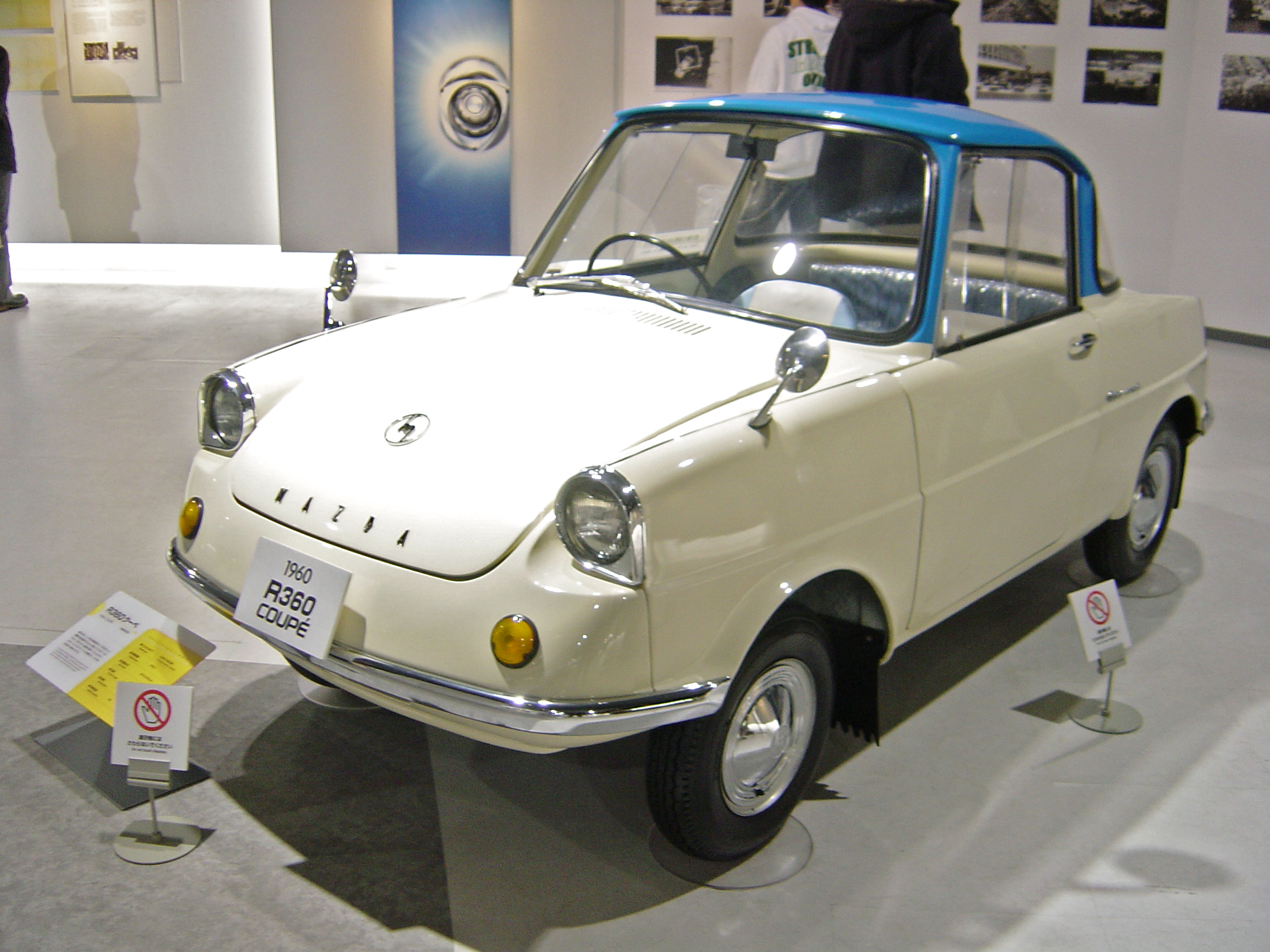
Mazda R360 (1960)
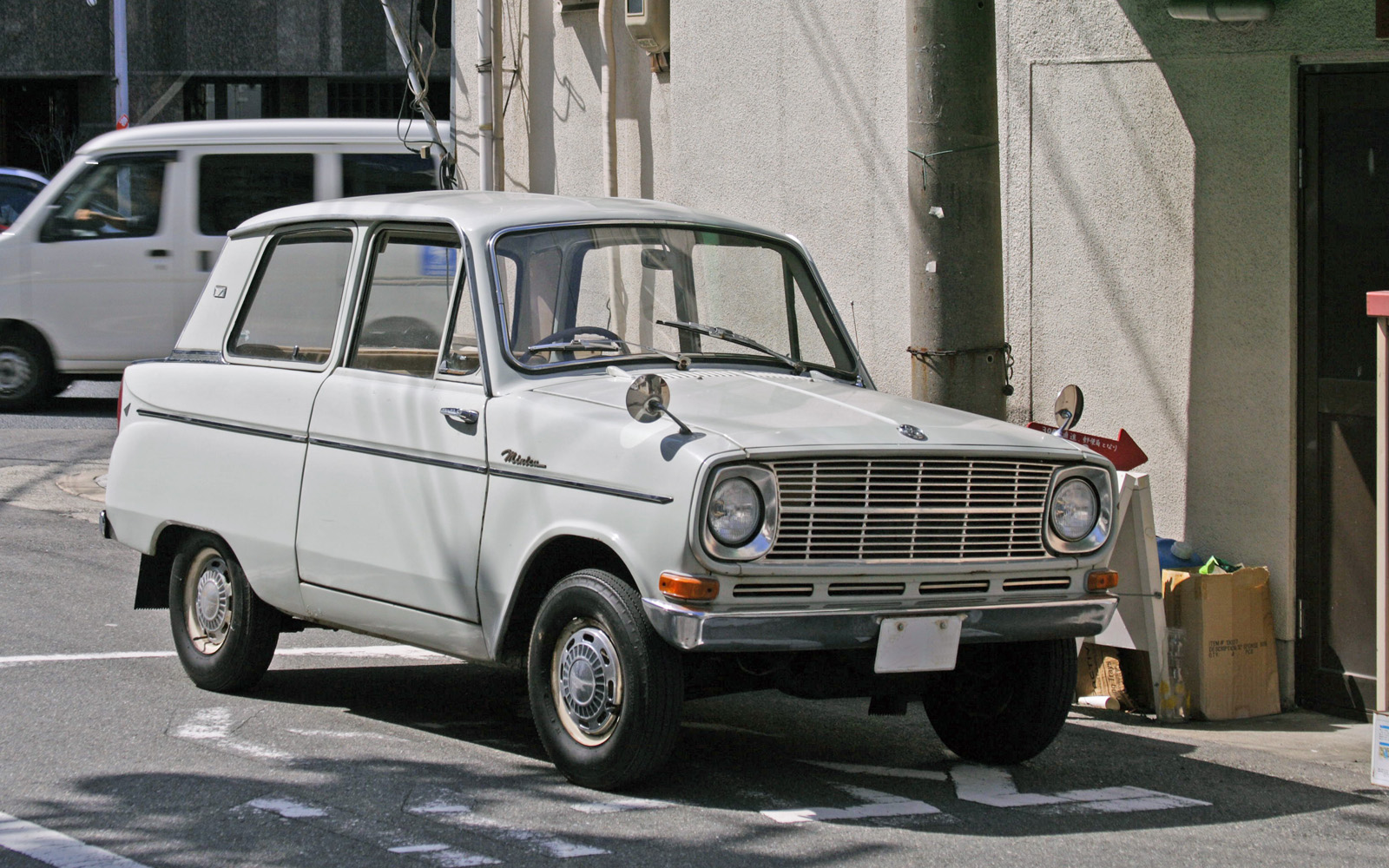
Mitsubishi Minica (1962)
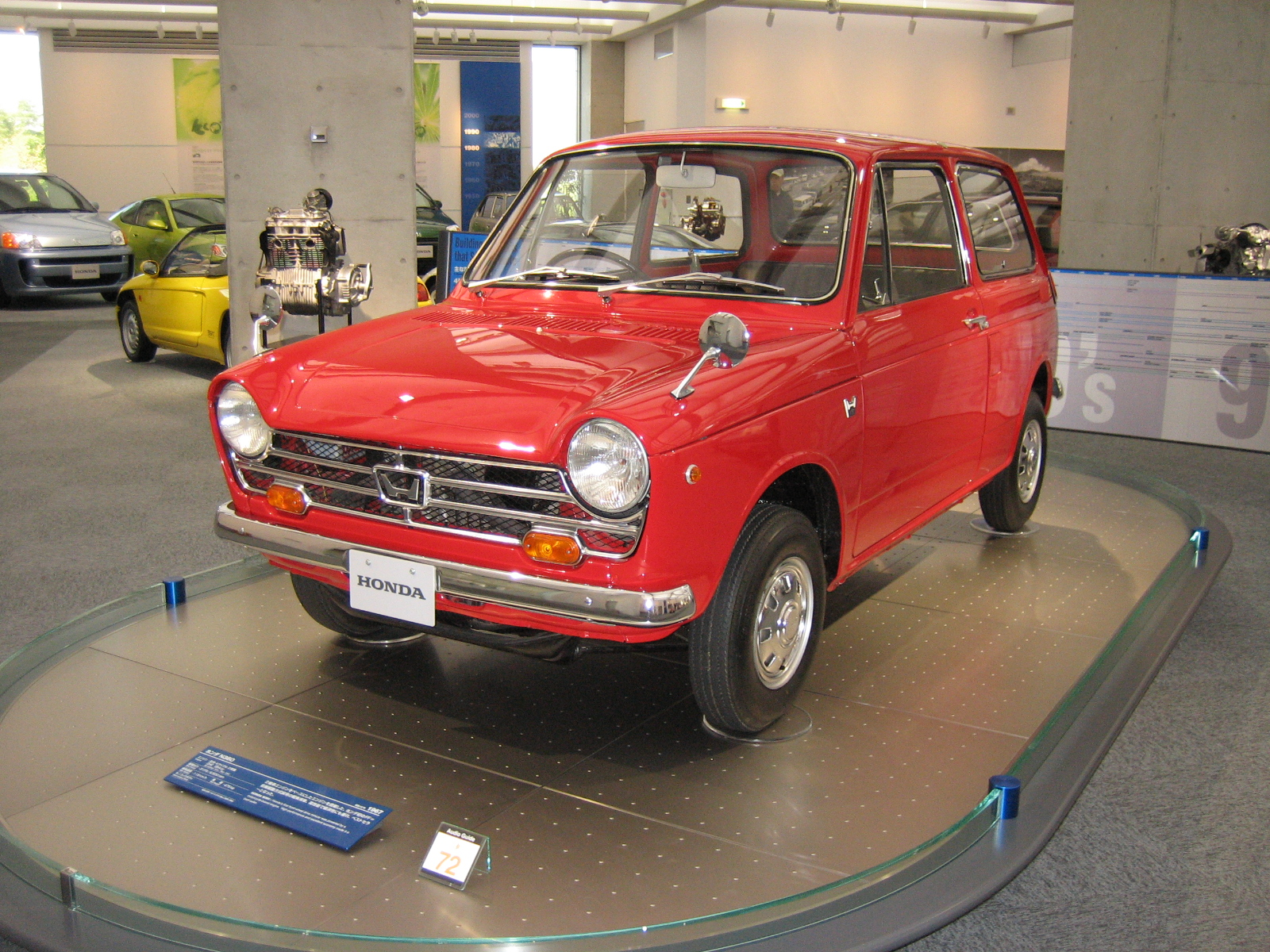
Honda N360 (1967)
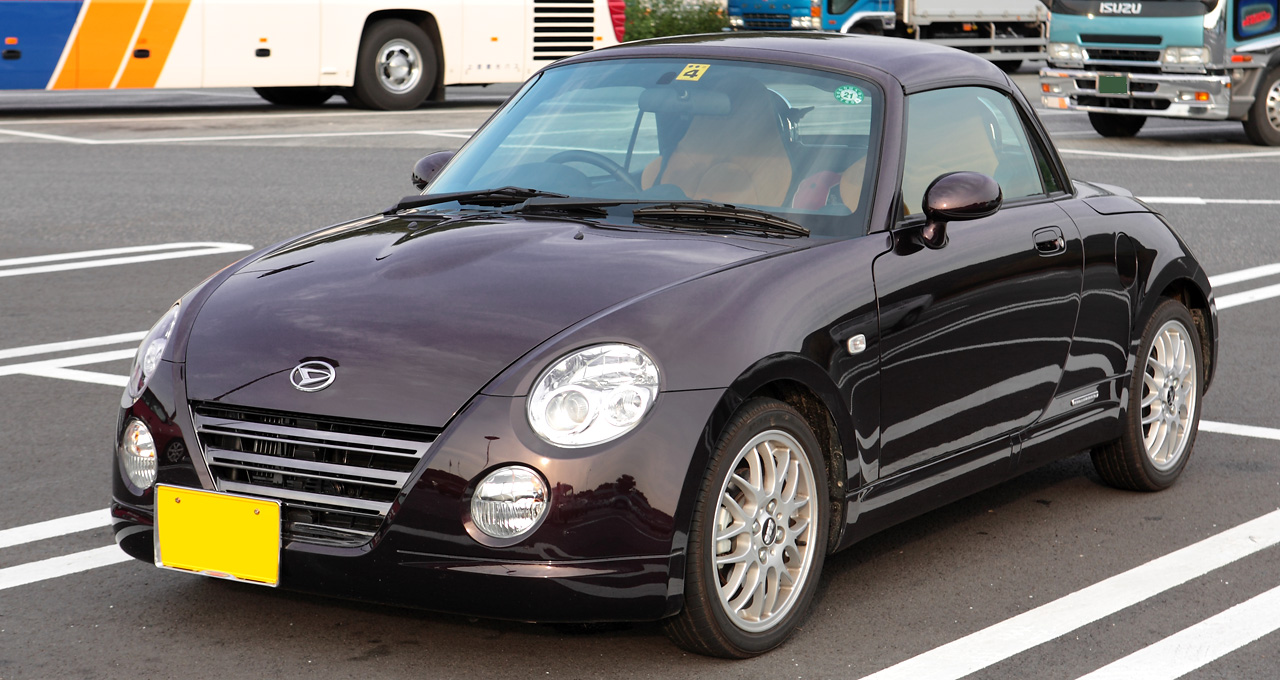
Daihatsu Copen
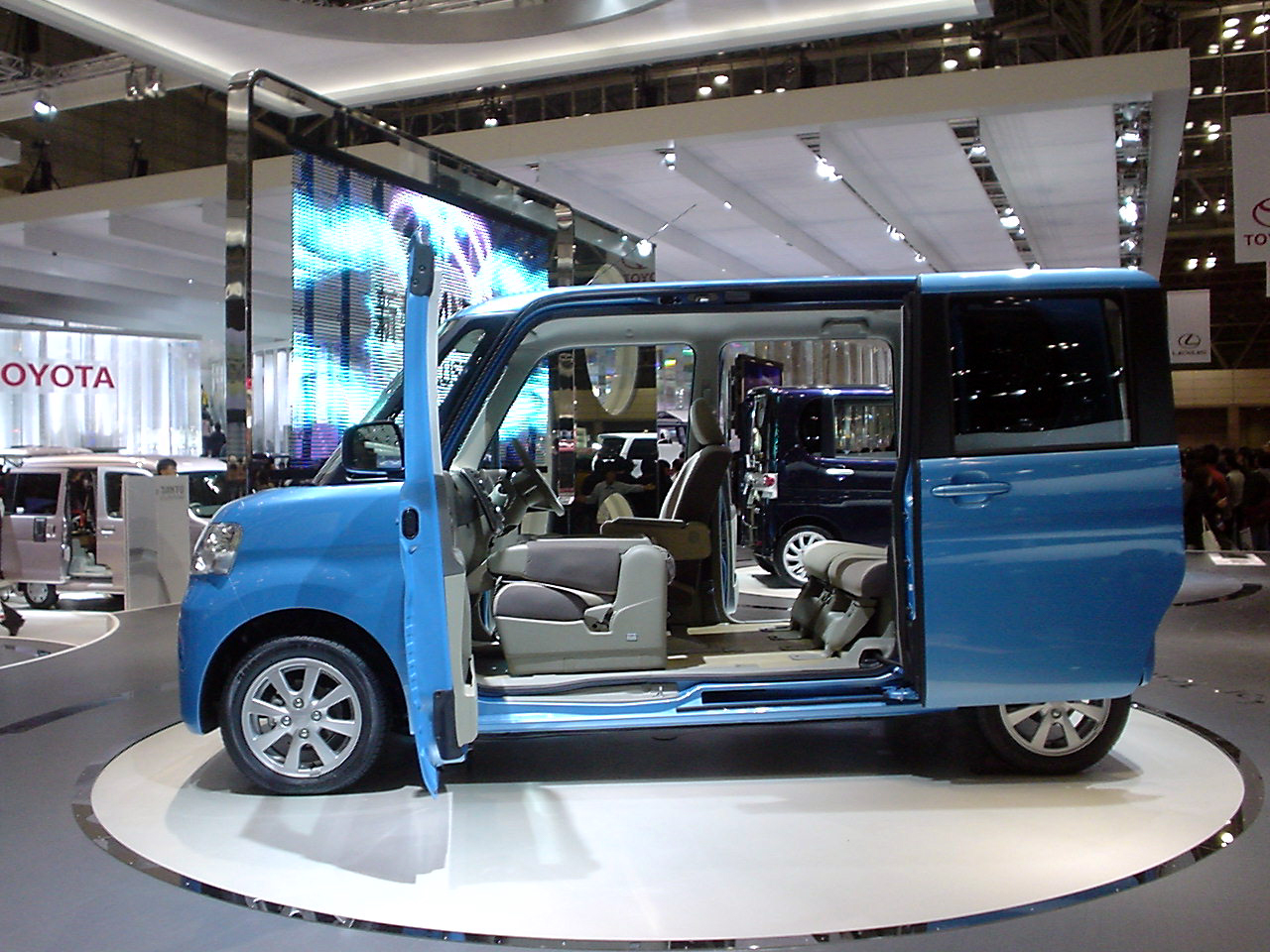
Daihatsu Tanto
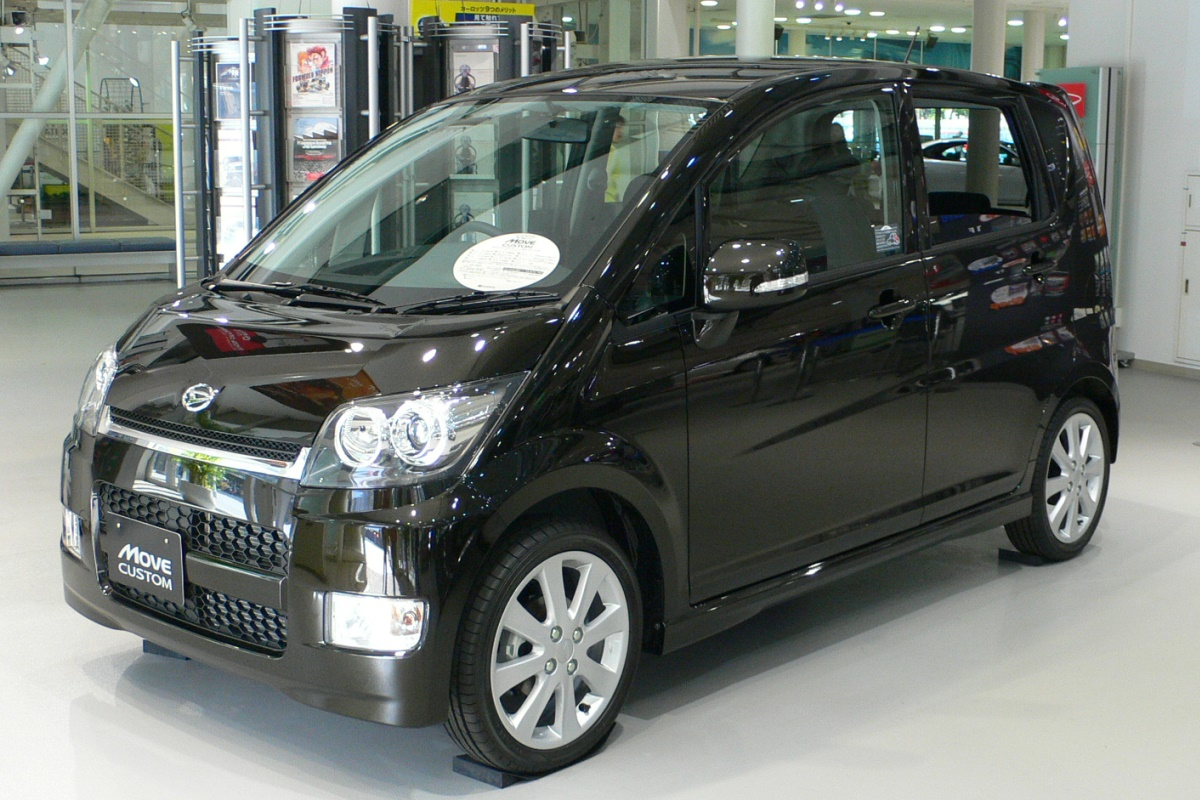
Daihatsu Move-Custom
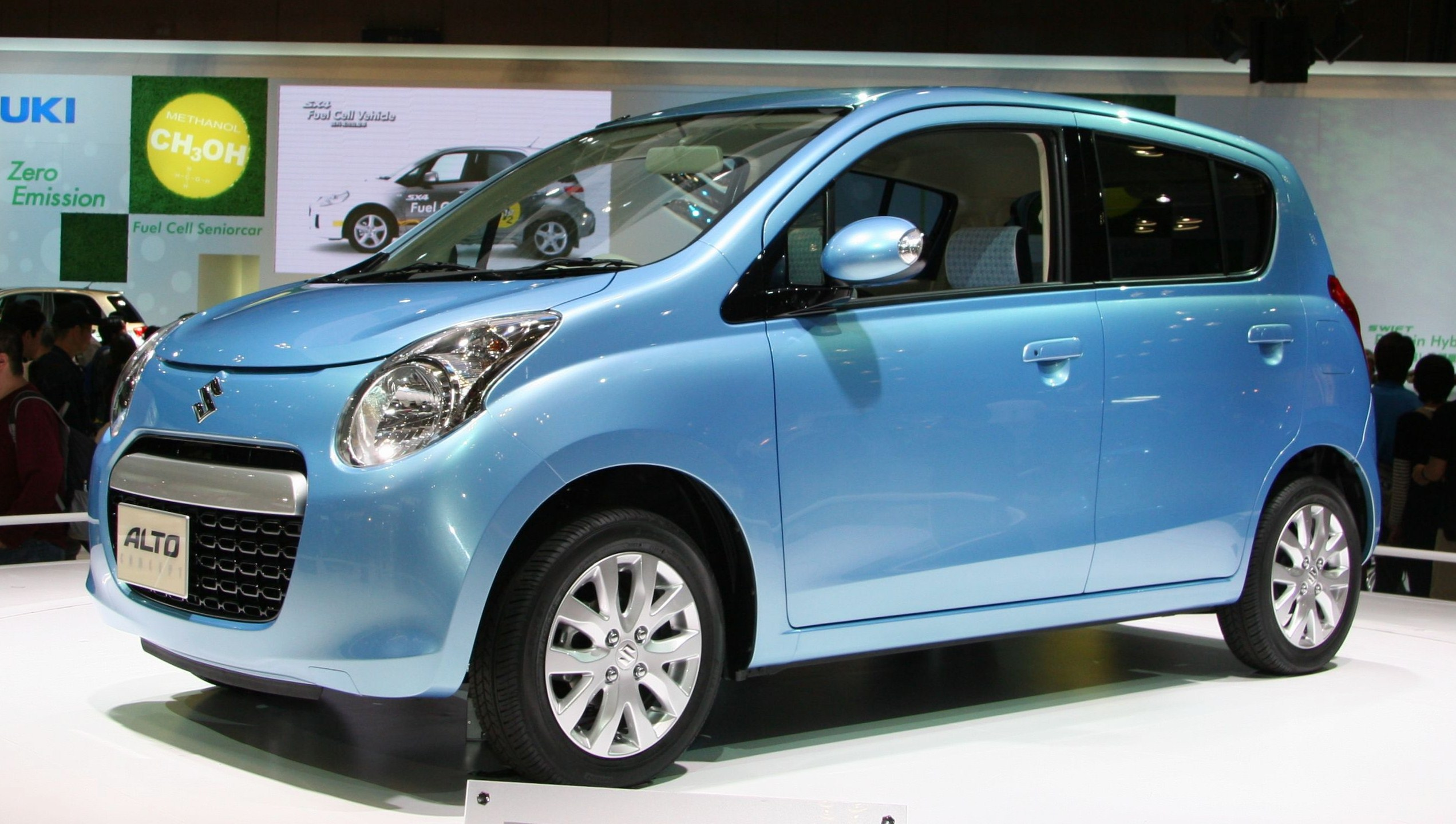
Suzuki Alto
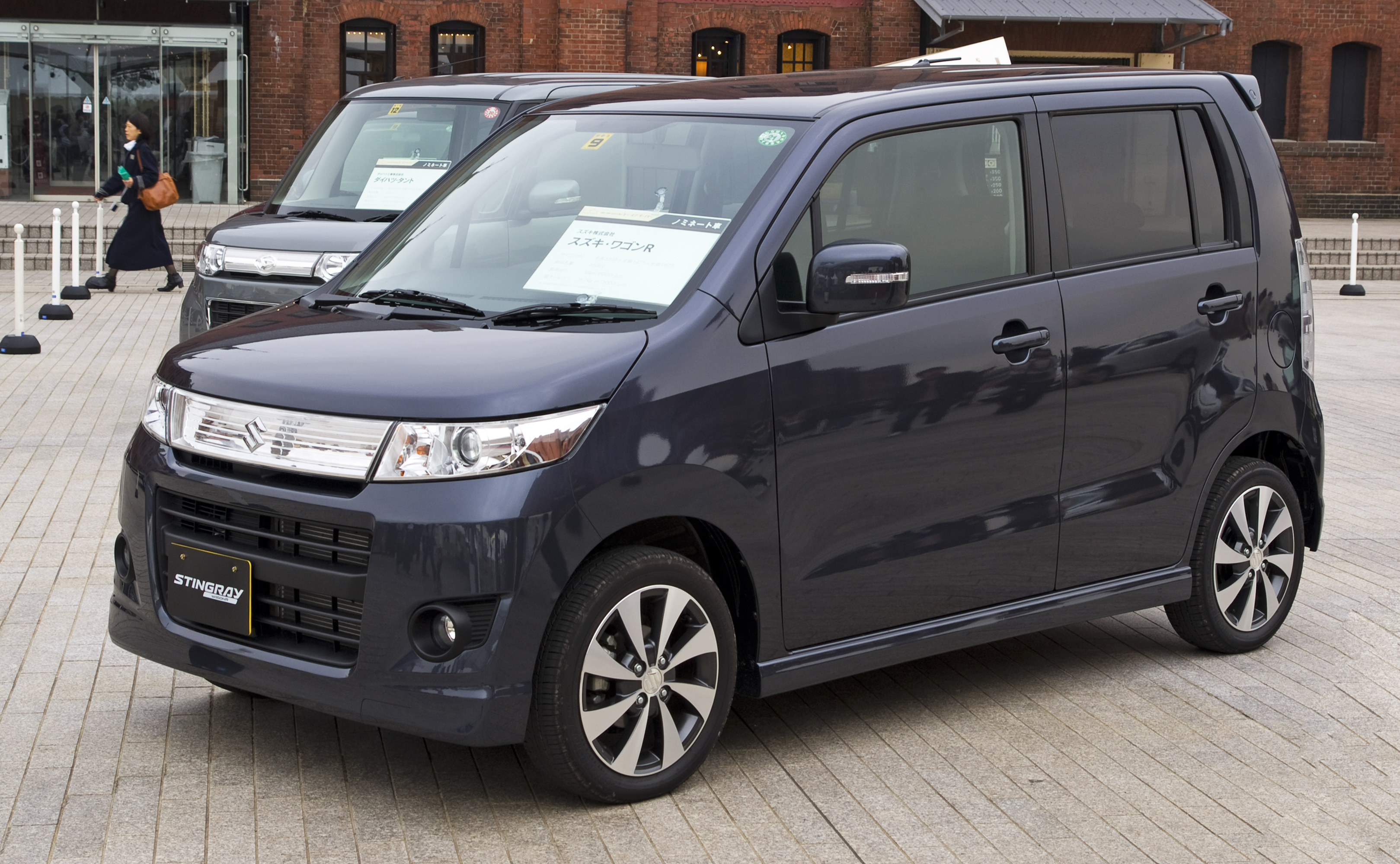
Suzuki Wagon-R Stingray
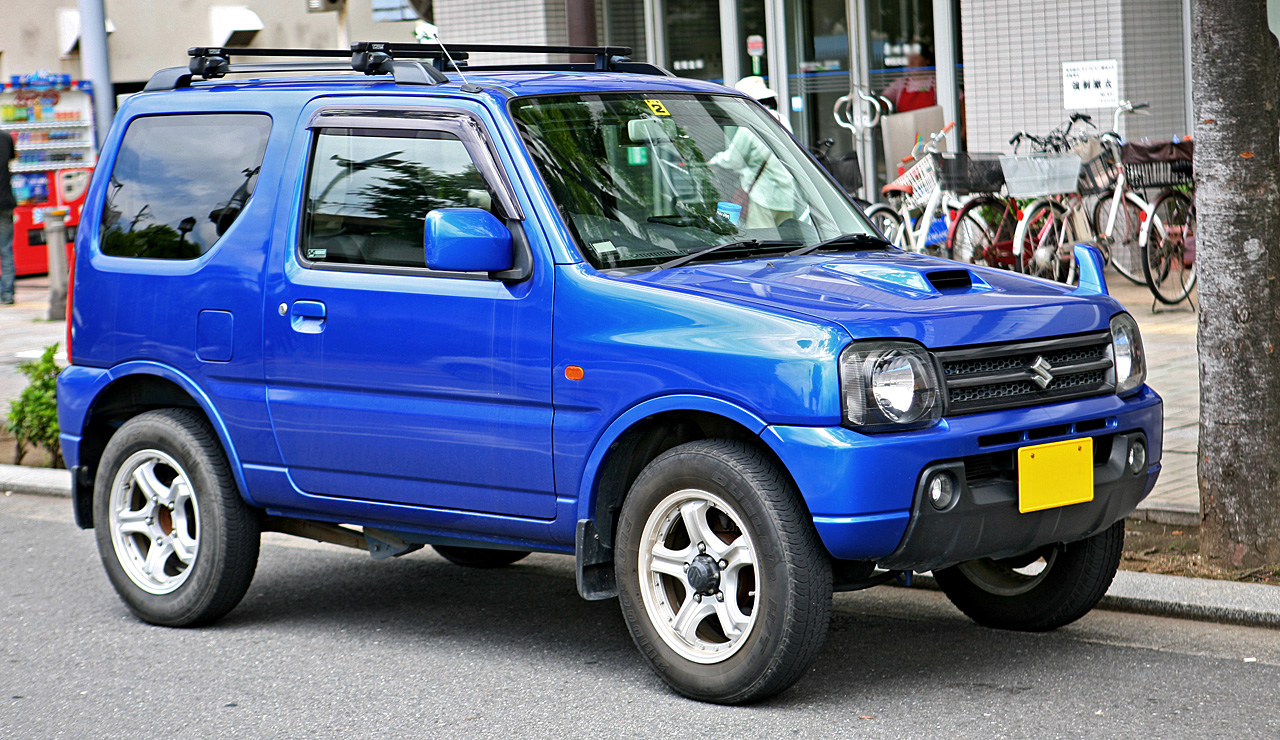
Suzuki Jimny
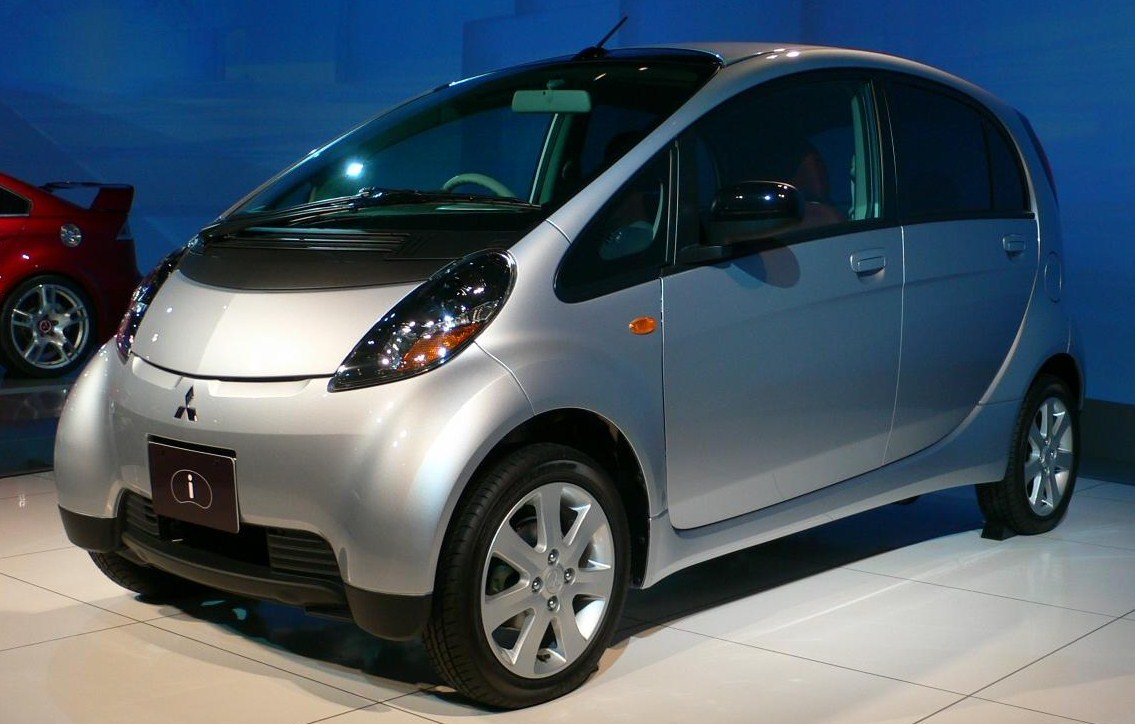
Mitsubishi i
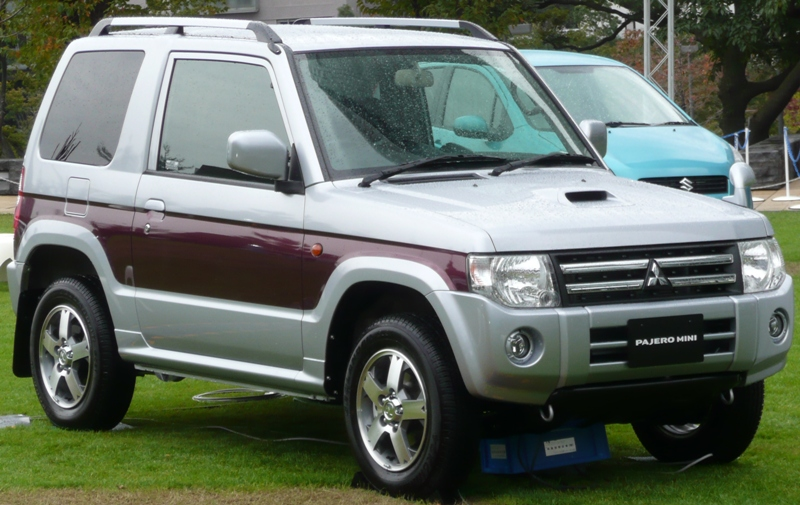
Mitsubishi Pajero Mini
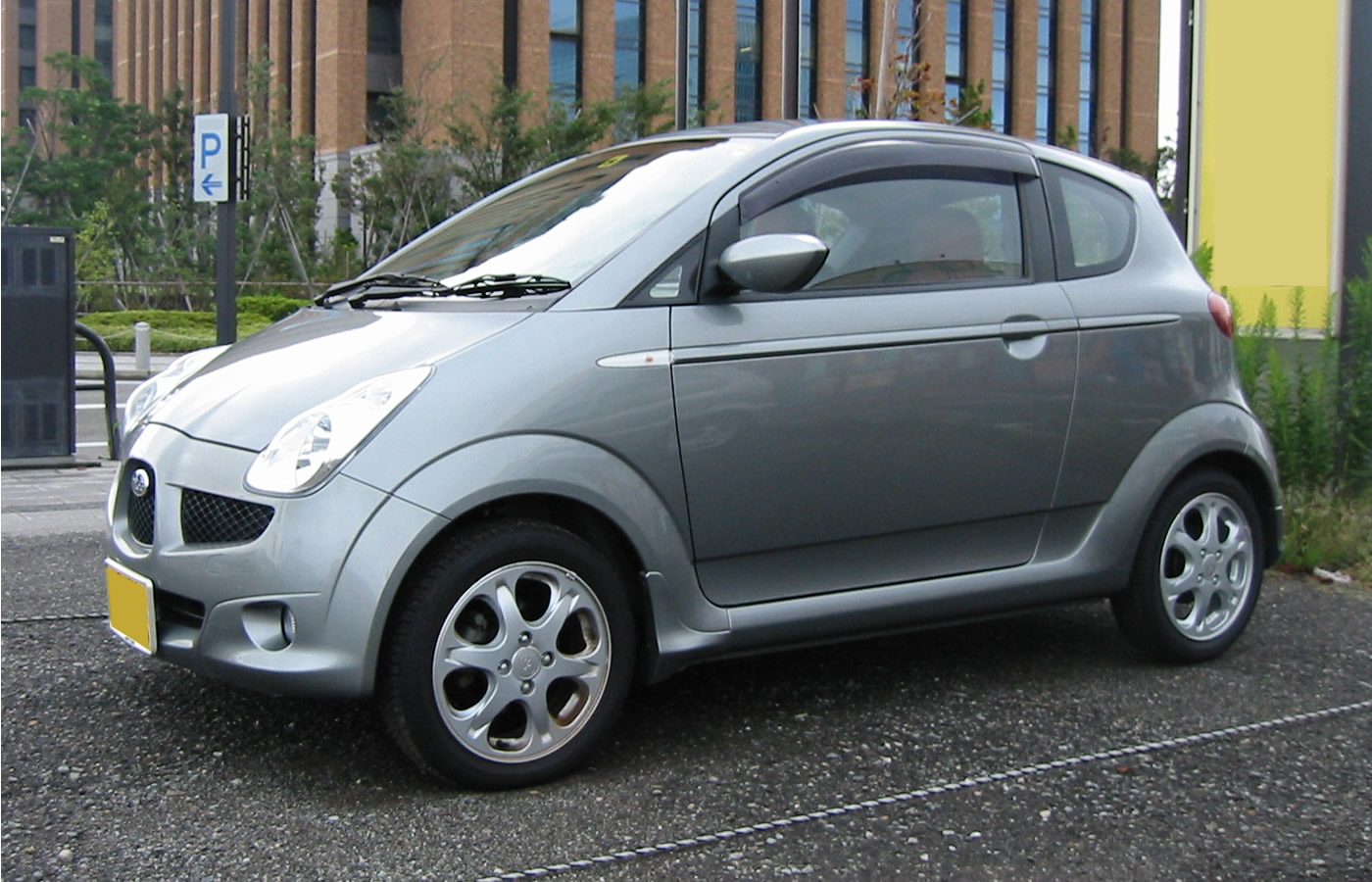
Subaru R1
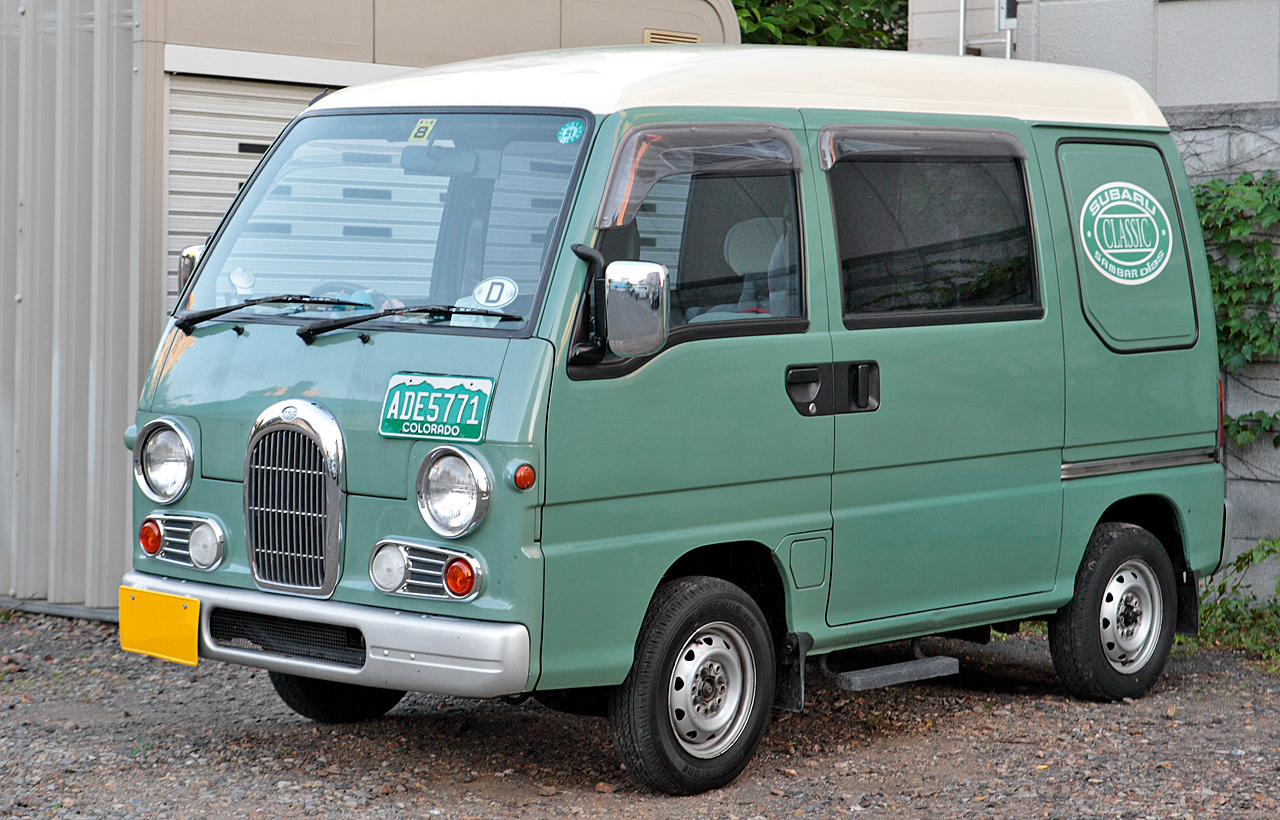
Subaru Sambar Dias
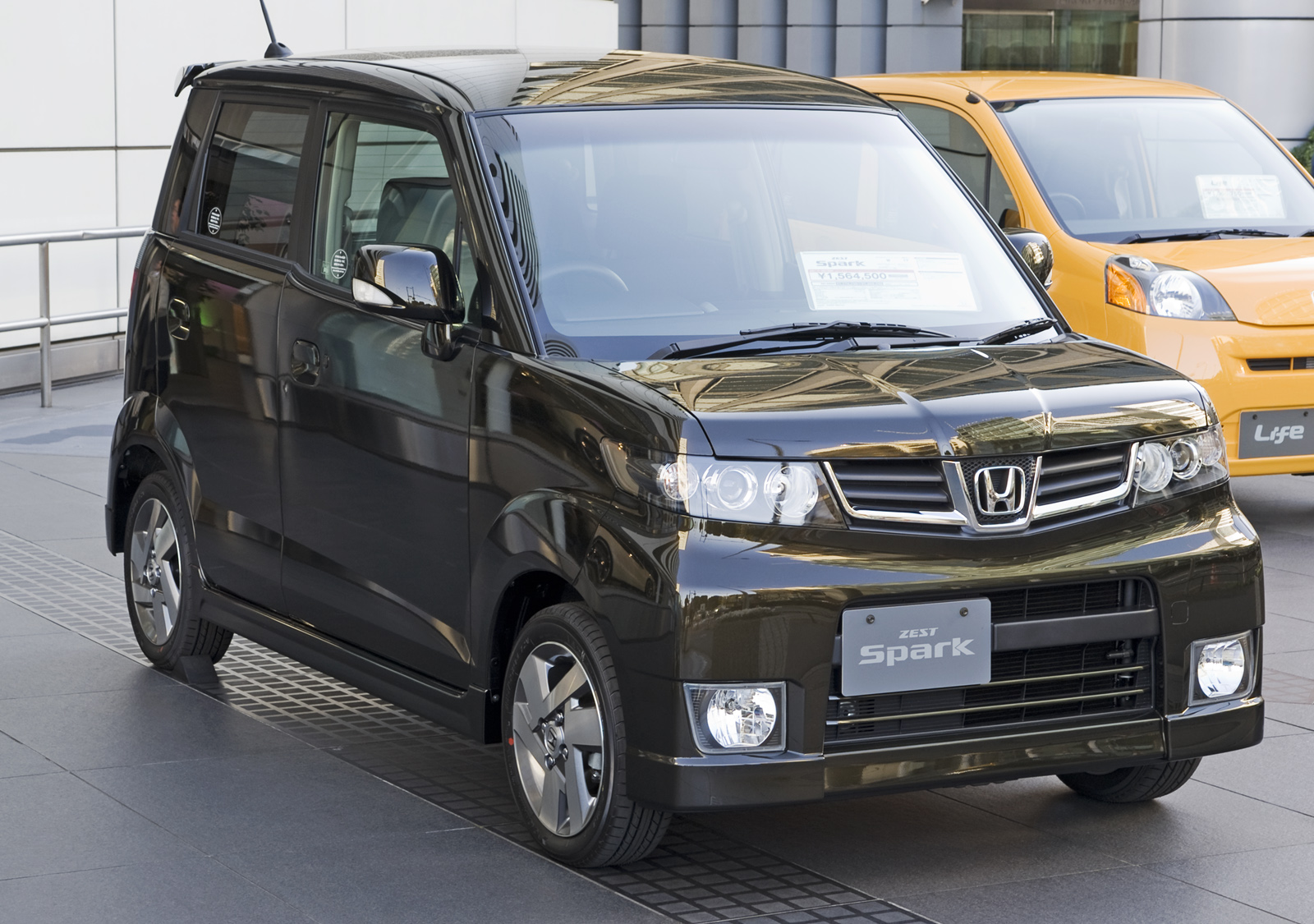
Honda Zest Spark
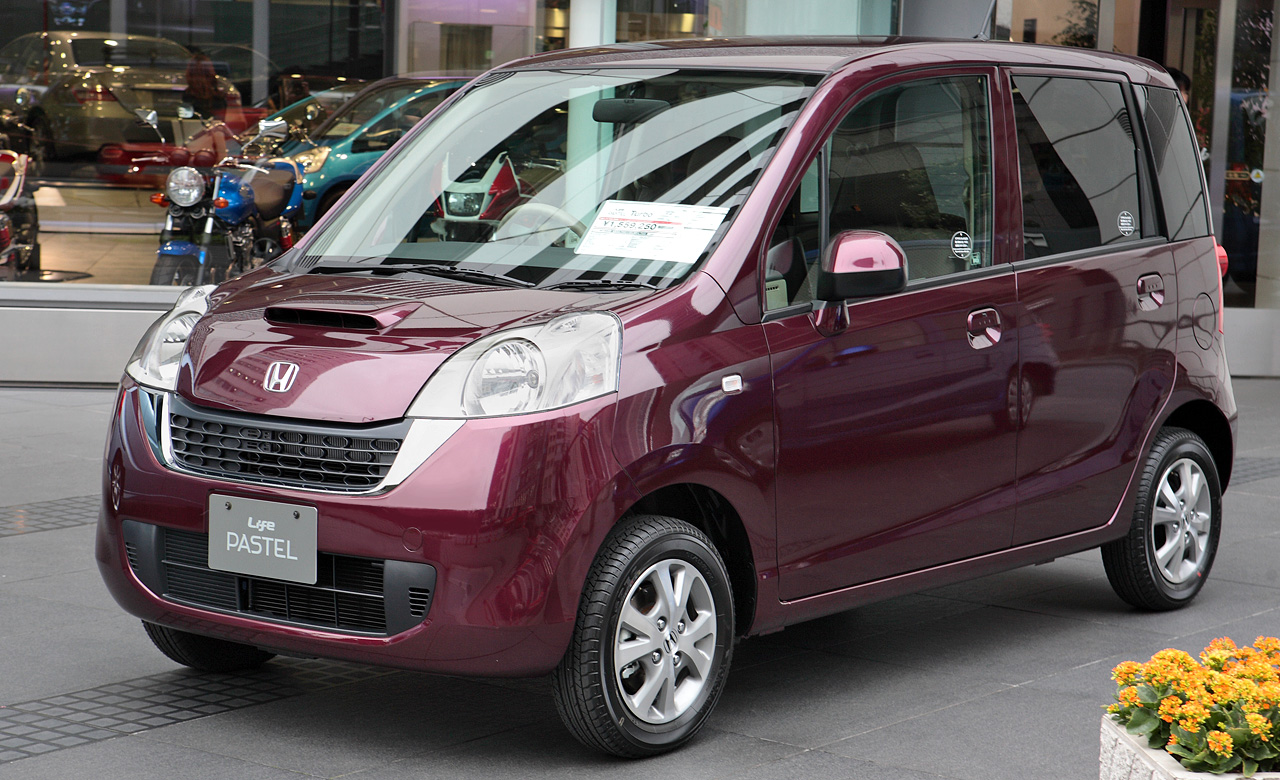
Honda Life Pastel